# Lars Nagel
Lars Nagel (* 1974 in Bad Oldesloe) ist ein deutscher Schauspieler.

## Leben
Lars Nagel wuchs in Ahrensburg auf, wo sein Vater bis heute eine Tischlerei führt. Nagel absolvierte zunächst eine Lehre als Möbeltischler. Nach bestandener Aufnahmeprüfung folgte ab 2003 eine Schauspielausbildung an der Schule für Schauspiel Hamburg, an der er erste Erfahrungen als Schauspieler, auch im Rahmen von Werbedrehs, sammelte.
Seit 2012 steht Nagel regelmäßig für Kino- und Fernsehproduktionen vor der Kamera. Für das Kino arbeitete er unter anderem unter der Regie von Fatih Akin, Katja Benrath und Mika Kaurismäki. Bundesweite Bekanntheit erlangte Nagel in der Rolle als Nasen-Ernie in Fatih Akins Kinofilm Der Goldene Handschuh.
Neben der Schauspielerei arbeitet Nagel als Tischler. Außerdem entwarf und entwickelte er das Design Garderope, ein aus Seilen bestehendes Garderoben-System.
Lars Nagel lebt in Hamburg-St. Pauli. Er ist der Vater von Lucy Nagel, die unter ihrem Künstlernamen „Luuy“ als Sängerin auftritt.

## Filmografie (Auswahl)
- 2004: Einsatz in Hamburg – Bei Liebe Mord
- 2009: 4 gegen Z
- 2011: All in, Regie: Kate Widmayer, Kurzfilm
- 2013: Soko Wismar (Episoden: „Sprachlos“ und „Vietjes letzte Reise“), Regie: Oren Schmuckler
- 2014: Morden im Norden (Episode: Der Nackte und der Tote)
- 2014: Reiff für die Insel  (Episode: Katharina und der Schäfer), Regie: Oliver Schmitz, als Imbiss Paul
- 2015: Zweimal  lebenslänglich
- 2015: Die Pfefferkörner (Episode: Die Flaschenpost), Regie: Klaus Wirbitzky (ARD)
- 2018: Stubbe – Von Fall zu Fall: Tod auf der Insel als Fährmann Heinz
- 2018: Der Doktor und der liebe Sohn, Regie: Matthias Steurer (ARD)
- 2018: Angst in meinem Kopf, Regie: Thomas Stiller (ARD)
- 2019: Der goldene Handschuh als Nasen-Ernie
- 2019: Das Leben vor mir, Regie: Anna Justice (Kino)
- 2019: Rocca verändert die Welt
- 2019: Krauses Hoffnung
- 2019: Polizeiruf 110 – Nimmermüd
- 2019: Aussterben, Regie: Thilo Vogt, kurzfilm ifs als Joshi
- 2020: Aus dem Tagebuch eines Uber-Fahrers als Taxifahrer
- 2020: Altes Land
- 2020: Die Kanzlei – Harte Worte
- 2020: Morden im Norden, Regie: Christoph Kaufmann
- 2021: Stralsund – Das Manifest, Regie: Alexander Dierbach
- 2021: Großstadtrevier – Fremd unter Fremden
- 2021: Grump, Regie: Mika Kaurismäki (Kino) NR
- 2021: Schule am Meer – Frischer Wind, Regie: Wolfgang Eißler (ARD) DNR
- 2021: Soko Wismar – Bodyguard, Regie: Dirk Pientka
- 2022: Das Licht in einem dunklen Haus (ZDF) Regie: Lars-Gunnar Lotz  NR
- 2023: Schule am Meer – Familienbande, Regie Stefan Bühling (ARD) DNR